# Tartano
Tartano là một đô thị ở tỉnh Sondrio trong vùng Lombardia của Italia, có vị trí khoảng 80 km về phía đông bắc của Milano và khoảng 15 km về phía tây nam của Sondrio. Tại thời điểm ngày 31 tháng 12 năm 2004, đô thị này có dân số 236 người và diện tích là 47,6 km².
Tartano giáp các đô thị: Albaredo per San Marco, Foppolo, Forcola, Fusine, Mezzoldo, Talamona, Valleve.